# Prinçay

Prinçay este o comună în departamentul Vienne, Franța. În 2009 avea o populație de 240 de locuitori.